# فرانچسکو رچینه
فرانچسکو رچینه (ایتالیایی: Francesco Recine؛ زادهٔ ۷ فوریه ۱۹۹۹) بازیکن والیبال اهل ایتالیا است.